# Neustadt/Harz
Neustadt/Harz este o comună din landul Turingia, Germania.